# Centro de Promoción y Prácticas Deportivas Vóley Murcia 2014-2015
Questa voce raccoglie le informazioni riguardanti il Centro de Promoción y Prácticas Deportivas Vóley Murcia nelle competizioni ufficiali della stagione 2014-2015.

## Organigramma societario
Area direttiva
- Presidente: José Javier Valera

Area tecnica
- Allenatore: André Collin
- Allenatore in seconda: Pedro Lanero

## Rosa
| N° | Nome                  | Ruolo | Data di nascita   | Nazionalità sportiva |
| -- | --------------------- | ----- | ----------------- | -------------------- |
| 1  | María Carmen Barón    | L     | 23 aprile 1992    | Spagna               |
| 2  | María José Martínez   | P     | -                 | Spagna               |
| 3  | Eliana Aylen González | L     | 27 gennaio 1997   | Spagna               |
| 4  | Raymariely Santos     | P     | 13 aprile 1992    | Porto Rico           |
| 5  | Daymaris García-Calvo | S     | 17 giugno 1994    | Spagna               |
| 6  | Alba Marco            | C     | 1º agosto 1997    | Spagna               |
| 7  | Macy Ubben            | S     | 24 giugno 1991    | Stati Uniti          |
| 8  | Rocio Menarguez       | C     | 7 maggio 1996     | Spagna               |
| 9  | Helena Bravo          | S     | -                 | Spagna               |
| 10 | Beatriz Valera        | P     | 11 gennaio 1996   | Spagna               |
| 11 | Encarnación García    | C     | 4 ottobre 1979    | Spagna               |
| 12 | Marlen Martín         | S     | 7 ottobre 1998    | Spagna               |
| 14 | Ana Ivis Fernández    | C     | 3 agosto 1973     | Cuba                 |
| 15 | Alba Merino           | C     | -                 | Spagna               |
| 16 | Cristina Fuentes      | L     | 18 settembre 1987 | Spagna               |
| 17 | Erika Cano            | S     | 8 aprile 1996     | Spagna               |